# Sphex solomon
Sphex solomon là một loài côn trùng cánh màng trong họ Sphecidae, thuộc chi Sphex. Loài này được Hensen miêu tả khoa học đầu tiên năm 1991.